# Shifty 900
La Shifty 900 è una motocicletta con motore FIAT. Il motore ha una cilindrata di 903 cc ed è lo stesso che equipaggiava la Fiat 127.
La moto è stata costruita a Busa di Vigonza (Padova) tra il 1977 e il 1982 da Ugo Grandis, che proveniva dalla Chrysler Sudafrica. Gli esemplari costruiti sono stati non più di 70.

## Descrizione
Gran parte della componentistica derivava da altri modelli: la sella era presa dalla Benelli 906, mentre l'avantreno e il retrotreno erano quelli della Laverda SF 750. La potenza era di 45 CV e la moto raggiungeva una velocità di 170 km/h. Il peso sfiorava i 269 kg.
Il cambio era lo stesso Fiat con la retromarcia bloccata e ruotato di 90° per consentire l'utilizzo di un bilanciere. Una curiosità: la strumentazione, presa dalla Fiat 127 2ª serie, si trovava sopra il finto serbatoio. Il vero serbatoio, preso dalla Fiat Nuova 500, era invece nella triangolatura centrale sotto la sella.
Le intenzioni del produttore non erano certo quelle di costruire una motocicletta che potesse competere con la concorrenza in fatto di prestazioni, bensì quelle di poter contare, grazie alla diffusione planetaria del motore Fiat, su un'immensa rete di officine in grado di ripararlo rapidamente a costi bassissimi.